# 1978-as síkvízi kajak-kenu világbajnokság
Az 1978-as síkvízi kajak-kenu világbajnokságot a jugoszláviai Belgrádban rendezték 1978-ban. Ez a tizennegyedik kajak-kenu világbajnokság volt. A magyar csapat az éremtáblázaton a második helyezést érte el összesítésben. A rendezés jogát 1974-ben Kanada kapta. A Dartmouth-ba tervezett eseményt a rendezők anyagi okokra hivatkozva 1976-ban lemondták. A rendezést Belgrád vállalta át.

## Éremtáblázat
*   Rendező
  *   Magyarország
| Helyezés | Ország        | Arany | Ezüst | Bronz | Összesen |
| -------- | ------------- | ----- | ----- | ----- | -------- |
| 1.       | NDK           | 7     | 0     | 1     | 8        |
| 2.       | Magyarország  | 4     | 3     | 2     | 9        |
| 3.       | Szovjetunió   | 2     | 5     | 5     | 12       |
| 4.       | Románia       | 2     | 4     | 7     | 13       |
| 5.       | Jugoszlávia   | 2     | 1     | 1     | 4        |
| 6.       | Bulgária      | 1     | 1     | 0     | 2        |
| 7.       | Lengyelország | 0     | 1     | 1     | 2        |
| 7.       | Spanyolország | 0     | 1     | 1     | 2        |
| 9.       | Franciaország | 0     | 1     | 0     | 1        |
| 9.       | Norvégia      | 0     | 1     | 0     | 1        |
| Összesen | Összesen      | 18    | 18    | 18    | 54       |

## Eredmények

### Férfiak

#### Kenu
| Versenyszám | Arany                                         | Arany    | Ezüst                                            | Ezüst    | Bronz                                            | Bronz    |
| ----------- | --------------------------------------------- | -------- | ------------------------------------------------ | -------- | ------------------------------------------------ | -------- |
| C1 500 m    | Ljubomir Ljubenov · Bulgária                  | 1:57,17  | Hajdú Gyula · Magyarország                       | 1:57,30  | Szergej Liminovics · Szovjetunió                 | 1:57,90  |
| C1 1000 m   | Matija Ljubek · (Jugoszlávia)                 | 4:05,26  | Wichmann Tamás · Magyarország                    | 4:05,62  | Ivan Patzaichin · Románia                        | 4:05,99  |
| C1 10 000 m | Ivan Patzaichin · Románia                     | 47:03,33 | Wichmann Tamás · Magyarország                    | 47:15,40 | Matija Ljubek · Jugoszlávia                      | 47:18,08 |
| C2 500 m    | Foltán László · Vaskuti István · Magyarország | 1:46,50  | Szerhij Petrenko · Petras Grigonis · Szovjetunió | 1:49,96  | Gheorghe Simionov · Toma Simionov · Románia      | 1:48,10  |
| C2 1000 m   | Buday Tamás · Frey Oszkár · Magyarország      | 3:46,02  | Gheorghe Simionov · Toma Simionov · Románia      | 3:46,35  | Szergej Posztrehin · Jurij Lobanov · Szovjetunió | 3:49,49  |
| C2 10 000 m | Buday Tamás · Vaskuti István · Magyarország   | 42:53,15 | Gheorghe Simionov · Toma Simionov · Románia      | 43:15,73 | Viktor Vorobjov · Alekszandr Belej · Szovjetunió | 43:21,99 |

#### Kajak
| Versenyszám | Arany                                                                                              | Arany    | Ezüst                                                                                            | Ezüst    | Bronz                                                                                            | Bronz    |
| ----------- | -------------------------------------------------------------------------------------------------- | -------- | ------------------------------------------------------------------------------------------------ | -------- | ------------------------------------------------------------------------------------------------ | -------- |
| K1 500 m    | Vasile Dîba · Románia                                                                              | 1:47,45  | Vlagyimir Parfenovics · Szovjetunió                                                              | 1:48,24  | Peter Hempel · NDK                                                                               | 1:48,74  |
| K1 1000 m   | Rüdiger Helm · NDK                                                                                 | 3:49,43  | Milan Janić · Jugoszlávia                                                                        | 3:50,42  | Vitalij Truksin · Szovjetunió                                                                    | 3:50,64  |
| K1 10 000 m | Milan Janić · Jugoszlávia                                                                          | 44:34,76 | Nyikolaj Sztyepanyenko · Szovjetunió                                                             | 44:37,03 | Joós István · Magyarország                                                                       | 44:53,10 |
| K2 500 m    | Bernd Olbricht · Rüdiger Helm · NDK                                                                | 1:36,12  | Nicuşor Eşanu · Ion Bîrlădeanu · Románia                                                         | 1:37,34  | Szergej Csuhraj · Vlagyimir Tajnyikov · Szovjetunió                                              | 1:37,81  |
| K2 1000 m   | Szergej Csuhraj · Vlagyimir Tajnyikov · Szovjetunió                                                | 3:27,29  | Einar Rasmussen · Olaf Søyland · Norvégia                                                        | 3:28,38  | Bakó Zoltán · Szabó István · Magyarország                                                        | 3:29,29  |
| K2 10 000 m | Bakó Zoltán · Szabó István · Magyarország                                                          | 40:23,91 | Alain Lebas · Jean-Paul Hanquier · Franciaország                                                 | 40:24,36 | Nicuşor Eşanu · Grigore Constantin · Románia                                                     | 40:32,70 |
| K4 500 m    | Frank-Peter Bischof · Bernd Duvigneau · Roland Graupner · Harald Marg · NDK                        | 1:29,36  | Herminio Menéndez · Martin Vásquez · Jóse Ramón López · Luis Gregario Ramos · Spanyolország      | 1:30,10  | Ryszard Oborski · Daniel Wełna · Grzegorz Kołtan · Grzegorz Śledziewski · Lengyelország          | 1:30,19  |
| K4 1000 m   | Bernd Olbricht · Bernd Duvigneau · Rüdiger Helm · Harald Marg · NDK                                | 3:05,64  | Nicuşor Eşanu · Ion Bîrlădeanu · Mihail Zaifu · Alexandru Giura · Románia                        | 3:06,73  | Herminio Rodriguez · José María Esteban · Jóse Ramón López · Luis Gregario Ramos · Spanyolország | 3:07,34  |
| K4 10 000 m | Alekszandr Saparenko · Szergej Nyikolszkij · Vlagyimir Morozov · Alekszandr Avgyejev · Szovjetunió | 35:43,39 | Andrzej Klimaszewski · Krzysztof Lepianka · Zbigniew Torzecki · Zdzisław Szubski · Lengyelország | 35:59,55 | Cuprian Macareanu · Ciobann Marian · Stefan Popa · Nicolae Tico · Románia                        | 36:32,21 |

### Nők

#### Kajak
| Versenyszám | Arany                                                                   | Arany   | Ezüst                                                                            | Ezüst   | Bronz                                                                     | Bronz   |
| ----------- | ----------------------------------------------------------------------- | ------- | -------------------------------------------------------------------------------- | ------- | ------------------------------------------------------------------------- | ------- |
| K1 500 m    | Roswitha Eberl · NDK                                                    | 1:59,80 | Olga Makarova · Szovjetunió                                                      | 2:03,02 | Maria Cosma · Románia                                                     | 2:03,23 |
| K2 500 m    | Marion Rösiger · Martina Fischer · NDK                                  | 1:48,50 | Natalja Kalasnyikova · Nyina Doroh · Szovjetunió                                 | 1:49,52 | Agafia Orlov · Natasia Nichitov · Románia                                 | 1:50,02 |
| K4 500 m    | Marion Rösiger · Roswitha Eberl · Carsta Genäuß · Martina Fischer · NDK | 1:38,00 | Vanya Geseva · Marija Mincseva · Natasa Janakijeva · Ilijana Nikolova · Bulgária | 1:40,88 | Agafia Orlov · Natasia Nichitov · Maria Nicolae · Nastasia Buri · Románia | 1:40,91 |

## A magyar csapat
Az 1978-as magyar vb keret tagjai:
| férfiak kajak | férfiak kajak                                             | férfiak kajak |
| ------------- | --------------------------------------------------------- | ------------- |
| K1 500 m      | Sztanity Zoltán                                           | 9.            |
| K2 500 m      | Csapó Géza Svidró József                                  | 4.            |
| K4 500 m      | Szélesi Tamás Császár Attila Nyírádi György Juhász Miklós | 4.            |
| K1 1000 m     | Sztanity Zoltán                                           | 7.            |
| K2 1000 m     | Bakó Zoltán Szabó István                                  | Bronzérem     |
| K4 1000 m     | Völgyi Péter Kosztyán József Deák Gábor Romhányi Zoltán   | 4.            |
| K1 10 000 m   | Joós István                                               | Bronzérem     |
| K2 10 000 m   | Bakó Zoltán Szabó István                                  | Aranyérem     |
| K4 10 000 m   | Deme József Benkó Tamás Szabó István Várhelyi Péter       | 4.            |

| férfi kenu  | férfi kenu                   | férfi kenu |
| ----------- | ---------------------------- | ---------- |
| C1 500 m    | Hajdú Gyula                  | Ezüstérem  |
| C2 500 m    | Foltán László Vaskuti István | Aranyérem  |
| C1 1000 m   | Wichmann Tamás               | Ezüstérem  |
| C2 1000 m   | Buday Tamás Frey Oszkár      | Aranyérem  |
| C1 10 000 m | Wichmann Tamás               | Ezüstérem  |
| C2 10 000 m | Buday Tamás Vaskuti István   | Aranyérem  |

| nők      | nők                                                                | nők                |
| -------- | ------------------------------------------------------------------ | ------------------ |
| K1 500 m | Pozsonyi Ágnes                                                     | Nem jutott döntőbe |
| K2 500 m | Rajnai Klára Horváth Erzsébet                                      | 5.                 |
| K4 500 m | Sándor Alexandra Zakariás Mária Andrássy Katalin Makatura Erzsébet | 5.                 |